# مولدورف
مولدورف (بالألمانية: Mühldorf) هي بلدة ألمانية تقع في ألمانيا في مولدورف. يقدر عدد سكانها بـ 17,685 نسمة.

## المدن التوأمة
مدينة سغليد هي مدينة توأمة لـمولدورف.

## أعلام
- جوناس فولجير
- غوستاف لومبارد
- أندرياس فينتر
- جورج ماير
- إيمري برودي